# Нера (притока Індигірки)
Нера (якут. Ньара) — річка в Росії, протікає територією Оймяконського улусу Якутії. Довжина — 196 км, площа басейну — 24 500 км². Є 6-ю за площею басейну і 14-ю за довжиною притокою Індигірки.
Уздовж річки проходить федеральна дорога М56 «Колима». У басейні розвинена золотодобування.

## Гідрографія
Утворюється злиттям річок Делянкір і Худжах на межі Якутії і Магаданської області (довжина від витоку Делянкіра — 331 км). Ширина долини річки від 1 до 5 км, її схили сильно порізані бічними притоками. Русло в основному широкопойменні, розбивається на безліч рукавів. Заболоченість басейну менше 5 %, залісеність 95 %. Впадає в Індигірку поруч із селищем Усть-Нера, за 1404 км від гирла по правому березі.

## Гідрологія
Живлення змішане, з переважанням дощового. Повінь, ускладнене дощовими паводками, трапляється з травня по серпень. Середньорічна витрата води за 65 км від гирла — 120 м³/с, що відповідає обсягу стоку 3,787 км³/рік. Замерзає в жовтні, перемерзає з грудня — січня по квітень; скресає в травні — початку червня. Товщина криги становить 85-122 см. Діапазон коливання рівня води за сезон в середньому 4,2 м, найбільший — 7,0 м.
Середня каламутність води близько 130 г/м³. За хімічним складом річкова вода належить до гідрокарбонатного класу і кальцієвої групи. Мінералізація менше ніж 200 мг/л.

## Дані водного реєстру
За даними державного водного реєстру Росії і геоінформаційної системи водогосподарського районування території РФ, підготовленої Федеральним агентством водних ресурсів:
- Басейновий округ — Ленський
- Річковий басейн — Індигірка
- Річковий підбасейн — відсутній
- Водогосподарська ділянка — Індигірка від впадання Нери до впадання Моми

## Притоки
(відстань від гирла)
- 12 км: Артик-Юрює
- 15 км: Тиль
- 20 км: Талалах
- 29 км: Тагаргаччі
- 30 км: Балаганнах
- 30 км: Кингирайдах
- 38 км: Егелях
- 44 км: Кюрбелях
- 45 км: річка без назви
- 48 км: Мекчерге
- 62 км: Триасовий
- 63 км: Ала-Чубука
- 77 км: Антагачан
- 78 км: струмки струм. Загадочний
- 85 км: Тагинья
- 86 км: річка без назви
- 89 км: Бурустах
- 93 км: Лунний
- 94 км: Поворотний
- 97 км: Ореольний
- 102 км: річка без назви
- 108 км: Встрєчний
- 121 км: річка без назви
- 123 км: Тирехтях
- 123 км: Хара-Юрях
- 133 км: Артик
- 137 км: річка без назви
- 138 км: річка без назви
- 141 км: Хангалас
- 148 км: річка без назви
- 151 км: річка без назви
- 156 км: річка без назви
- 160 км: Нижній Джьолкан
- 161 км: Джек
- 162 км: Буревісник
- 172 км: Гладіатор
- 173 км: Верхній Джьолкан
- 175 км: річка без назви
- 176 км: Спартак
- 188 км: Броненосець
- 192 км: Торпеда
- 196 км: Делянкір
- 196 км: Худжах (Бигиттах)